# 白神典子
白神 典子（しらが ふみこ、1967年7月5日 - 2017年1月13日）は、日本生まれのドイツのピアニスト。ドイツ国籍でハノーファー在住。

## 経歴
NHK交響楽団首席ヴィオラ奏者白神定典の娘として東京に生まれ、3歳でピアノを始める。6歳で家族とドイツに移住。ピアノをフォルクヴァンク芸術大学でデートレフ・クラウスに、デートモルト音楽大学でフリードリヒ・ヴィルヘルム・シュヌアに、ハノーファー音楽演劇大学でウラジミール・クライネフにそれぞれ師事。国際マスターコースでニキータ・マガロフ、ヤラ・バーネット、ジェレミー・メニューヒン、パウル・バドゥラ＝スコダ、エーディト・ピヒト＝アクセンフェルト、マルゴジャタ・ボトル＝シュレイベルの指導を受ける。ソロ・アーティストとして活動する他、交響楽団や室内楽アンサンブルと共演。フンメルの編曲によるモーツァルトのピアノ協奏曲の室内楽版や、ショパンのピアノ協奏曲の室内楽版などを録音している。

## 受賞歴
- 1989年 シューベルト国際コンクール特別賞
- 1992年 シュテンダール音楽財団奨学金
- 1993年 国際ショパンコンクール入賞